# 嗜酸乳桿菌
嗜酸乳桿菌（學名：Lactobacillus acidophilus）又稱A菌，是乳桿菌屬的一種。A菌適合生存在酸性、30°C（86°F）的環境中，存在人類、動物的腸胃道和口腔，和大部分的乳酸菌一樣能夠將乳糖轉變為乳酸。其相關的菌種還能產生乙醇、二氧化碳、乙酸。A菌無法在溫度與濕度過高、陽光直射的環境生存。能在相對較低pH值（pH 5.0以下）穩定生長，最佳生長溫度約為37°C。部分的嗜酸乳桿菌菌種帶有益生菌的特質。這些菌種在商業上因此用於多種奶製品中，有時還會跟嗜熱鏈球菌（Streptococcus thermophilus）和保加利亞亞種德氏乳桿菌（Lactobacillus delbrueckii subsp. bulgaricus）配搭用於製作嗜酸型的酸奶飲品。

## 外部連結
- Lactobacillus（页面存档备份，存于） at MedlinePlus
- Lactobacillus acidophilus（页面存档备份，存于） at University of Maryland Medical Center
- Lactobacillus acidophilus（页面存档备份，存于） from the U. of Wisconsin
- Global analysis of carbohydrate utilization by Lactobacillus acidophilus using cDNA microarrays（页面存档备份，存于）
- Safety and protective effect of Lactobacillus acidophilus and Lactobacillus casei used as probiotic agent in vivo（页面存档备份，存于）